# Julio Salinas
În acest nume spaniol, primul sau prenumele patern este Salinas, iar al doilea sau prenumele matern este Fernández.
Julio Salinas Fernández(pronunție în spaniolă [ˈxuljo saˈlinas feɾˈnandeθ]; n. 11 septembrie 1962) este un fost fotbalist profesionist spaniol care a activat în anii 1980 și 1990.
Atacant central înalt și zvelt, dotat cu tehnică, este cel mai bine cunoscut pentru perioada petrecută la Barcelona, după ce și-a început cariera la Athletic Bilbao. A fost, de asemenea, un marcator prolific atât la nivel de club, cât și pentru echipa națională.
Salinas a adunat 56 de selecții pentru echipa națională a Spaniei, pe care a reprezentat-o la trei Cupe Mondiale și două Campionate Europene.

## Carieră

### Athletic și Atlético
Julio Salinas s-a născut în Bilbao, provincia Biscaya, și s-a alăturat academiei de tineret a clubului Athletic Bilbao la vârsta de 11 ani. În sezonul 1983–1984 a câștigat Trofeul Pichichi al diviziei secunde, contribuind la clasarea echipei secunde pe locul doi, după Castilla CF. A jucat și 13 meciuri pentru prima echipă în două sezoane, marcând primul său gol în La Liga pe 26 martie 1983, într-o victorie cu 4–0 pe teren propriu împotriva celor de la RC Celta de Vigo. În acea perioadă, echipa bască a cucerit două titluri consecutive de campioană și Cupa Regelui în 1984.
După două sezoane în care a marcat în total 12 goluri și a contribuit la clasarea echipei pe locul 3, Salinas s-a transferat la Atlético Madrid, unde a avut o rată impresionantă de goluri – inclusiv o dublă pe 7 februarie 1988, într-o victorie cu 7–0 contra celor de la RCD Mallorca.

### Barcelona
În sezonul 1988–1989, Salinas a semnat cu FC Barcelona, unde s-a alăturat mai multor jucători basci, printre care José Ramón Alexanko, José Mari Bakero, Txiki Begiristain și Jon Andoni Goikoetxea – împreună formând nucleul echipei legendare Dream Team. A marcat 20 de goluri în La Liga în sezonul de debut, iar Barcelona s-a clasat pe locul doi în spatele lui Real Madrid. De asemenea, a înscris în finala Cupei Cupelor din 1989 împotriva Sampdoriei și în finala Cupei Spaniei din 1990, câștigată cu 2–0 contra lui Real Madrid.
În sezoanele următoare, a fost utilizat mai rar din cauza vârstei și a apariției unor atacanți precum Hristo Stoichkov, dar a reușit totuși să marcheze goluri importante în puținele minute jucate. Pe 30 ianuarie 1994, intrat în repriza a doua împotriva lui Albacete, a marcat ambele goluri într-o victorie cu 2–1. Barcelona a câștigat patru titluri consecutive de campioană în acea perioadă.

### Finalul carierei
După plecarea de la Barcelona, Salinas a jucat pentru Deportivo La Coruña, contribuind la un loc secund în singurul său sezon acolo. A marcat 12 goluri în campionat, fiind depășit doar de Bebeto. Pe 3 decembrie a egalat într-un meci împotriva Barcelonei, după o lovitură de cap a lui José Luis Ribera.
Ulterior, a ajuns la Sporting Gijón, unde a marcat 18 goluri în sezonul 1995–1996, contribuind decisiv la evitarea retrogradării. A fost extrem de iubit de fani, care scandau frecvent: „Bota de oro, Salinas bota de oro!”
A urmat un scurt episod în Japonia, la Yokohama Marinos, unde a evoluat alături de fostul coleg Goikoetxea, demonstrând din nou calitățile sale de marcator. S-a întors apoi în Spania, la Deportivo Alavés, unde a jucat ultimele două sezoane. A înscris în meciul de deschidere al sezonului 1999–2000, într-o victorie cu 2–1 contra celor de la Málaga. Echipa a încheiat sezonul pe locul 6 și a ajuns în finala Cupei UEFA în sezonul următor.
Pe 19 mai 2000, Salinas a jucat ultimul meci oficial, marcând împotriva fostei sale echipe, Athletic Bilbao. S-a retras aproape de vârsta de 38 de ani, cu 417 meciuri și 152 de goluri în La Liga.

## Cariera internațională
Salinas a evoluat pentru echipa națională a Spaniei timp de un deceniu, marcând 22 de goluri. A debutat pe 22 ianuarie 1986, înscriind într-o victorie amicală cu 2–0 contra Uniunii Sovietice, la Las Palmas.
A reprezentat Spania la trei Cupe Mondiale:
- 1986 (a marcat contra Irlandei de Nord),[17]
- 1990 (a marcat în meciul pierdut cu Iugoslavia)
- 1994 (a marcat în remiza 2–2 cu Coreea de Sud), precum și la două Campionate Europene: 1988 și 1996.[14]

În sferturile de finală ale Cupei Mondiale din 1994 contra Italiei, la scorul de 1–1 și cu mai puțin de zece minute rămase, Salinas a ratat o ocazie imensă singur cu portarul Gianluca Pagliuca. Câteva minute mai târziu, Roberto Baggio a marcat golul decisiv, iar Spania a fost eliminată. Deși a avut o carieră prolifică, Salinas a fost adesea amintit mai degrabă pentru acea ratare decât pentru multele sale goluri.

## După retragere
După retragerea din activitate, Salinas a devenit comentator sportiv, colaborând cu RTVE și mai târziu cu laSexta.

## Viață personală
Fratele mai mic al lui Julio, Patxi Salinas, a fost și el fotbalist profesionist, evoluând ca fundaș central pentru Athletic Bilbao și Celta Vigo. Ambii frați au debutat în prima ligă în sezonul 1982–1983.
Cei doi au deținut recordul pentru cele mai multe apariții combinate în La Liga ale unor frați, cu un total de 849 de meciuri, cu 86 mai multe decât următorul cuplu celebru: Quini și Jesús Castro.

## Statistici ale carierei

### Club
| Club             | Sezon            | Ligă             | Ligă | Ligă  | Cupa Națională | Cupa Națională | Cupa Ligi | Cupa Ligi | Continental | Continental | Total | Total |
| Club             | Sezon            | Divizie          | Apps | Goals | Apps           | Goals          | Apps      | Goals     | Apps        | Goals       | Apps  | Goals |
| ---------------- | ---------------- | ---------------- | ---- | ----- | -------------- | -------------- | --------- | --------- | ----------- | ----------- | ----- | ----- |
| Athletic Bilbao  | 1982–83          | La Liga          | 7    | 1     | 6              | 3              | 4         | 0         | 0           | 0           | 17    | 4     |
| Athletic Bilbao  | 1983–84          | La Liga          | 6    | 0     | 2              | 2              | 2         | 1         | 0           | 0           | 10    | 3     |
| Athletic Bilbao  | 1984–85          | La Liga          | 28   | 8     | 10             | 4              | 1         | 0         | 1           | 1           | 40    | 14    |
| Athletic Bilbao  | 1985–86          | La Liga          | 27   | 4     | 6              | 2              | 0         | 0         | 3           | 3           | 36    | 9     |
| Athletic Bilbao  | Total            | Total            | 68   | 13    | 24             | 12             | 7         | 1         | 4           | 4           | 103   | 30    |
| Atlético Madrid  | 1986–87          | La Liga          | 38   | 15    | 6              | 2              | –         | –         | 3           | 1           | 47    | 18    |
| Atlético Madrid  | 1987–88          | La Liga          | 37   | 16    | 5              | 2              | –         | –         | –           | –           | 42    | 18    |
| Atlético Madrid  | Total            | Total            | 75   | 31    | 11             | 4              | 0         | 0         | 3           | 1           | 89    | 36    |
| Barcelona        | 1988–89          | La Liga          | 37   | 20    | 5              | 4              | –         | –         | 7           | 2           | 49    | 26    |
| Barcelona        | 1989–90          | La Liga          | 34   | 15    | 7              | 2              | –         | –         | 4           | 1           | 45    | 18    |
| Barcelona        | 1990–91          | La Liga          | 33   | 11    | 4              | 4              | –         | –         | 8           | 2           | 45    | 17    |
| Barcelona        | 1991–92          | La Liga          | 17   | 7     | 2              | 0              | –         | –         | 5           | 2           | 24    | 9     |
| Barcelona        | 1992–93          | La Liga          | 18   | 5     | 5              | 5              | –         | –         | 3           | 0           | 26    | 10    |
| Barcelona        | 1993–94          | La Liga          | 7    | 2     | 4              | 2              | –         | –         | 1           | 0           | 12    | 4     |
| Barcelona        | Total            | Total            | 146  | 60    | 27             | 17             | 0         | 0         | 28          | 7           | 201   | 84    |
| Deportivo        | 1994–95          | La Liga          | 24   | 12    | 4              | 4              | –         | –         | 4           | 0           | 32    | 16    |
| Sporting Gijón   | 1995–96          | La Liga          | 38   | 18    | 4              | 4              | –         | –         | –           | –           | 42    | 22    |
| Sporting Gijón   | 1996–97          | La Liga          | 16   | 6     | 2              | 0              |           |           |             |             | 18    | 6     |
| Sporting Gijón   | Total            | Total            | 54   | 24    | 6              | 4              | 0         | 0         | 0           | 0           | 60    | 28    |
| Yokohama Marinos | 1997             | J1 League        | 26   | 21    | 2              | 2              | 5         | 3         | –           | –           | 33    | 26    |
| Yokohama Marinos | 1998             | J1 League        | 21   | 13    | 0              | 0              | 3         | 1         | –           | –           | 24    | 14    |
| Yokohama Marinos | Total            | Total            | 47   | 34    | 2              | 2              | 8         | 4         | –           | –           | 57    | 40    |
| Alavés           | 1998–99          | La Liga          | 22   | 4     | 0              | 0              | –         | –         | –           | –           | 22    | 4     |
| Alavés           | 1999–2000        | La Liga          | 28   | 8     | 2              | 0              | –         | –         | –           | –           | 30    | 8     |
| Alavés           | Total            | Total            | 50   | 12    | 2              | 0              | 0         | 0         | 0           | 0           | 52    | 12    |
| Totalul Carierei | Totalul Carierei | Totalul Carierei | 464  | 186   | 76             | 43             | 15        | 5         | 39          | 12          | 594   | 246   |

### International
| Echipa Naționala | An    | Apps | Goluri |
| ---------------- | ----- | ---- | ------ |
| Spania           | 1986  | 10   | 5      |
| Spania           | 1987  | 2    | 0      |
| Spania           | 1988  | 8    | 1      |
| Spania           | 1989  | 4    | 1      |
| Spania           | 1990  | 5    | 1      |
| Spania           | 1991  | 0    | 0      |
| Spania           | 1992  | 1    | 0      |
| Spania           | 1993  | 8    | 7      |
| Spania           | 1994  | 12   | 7      |
| Spania           | 1995  | 4    | 0      |
| Spania           | 1996  | 2    | 0      |
| Total            | Total | 56   | 22     |

```
      
Scorurile și rezultatele afișează mai întâi numărul de goluri al Spaniei; coloana de scor indică scorul după fiecare gol marcat de Salinas.
[
24
]
[
25
]
```

| Nr. | Dată               | Stadion                                   | Oponent                    | Scor | Rezultat | Competiție                          |
| --- | ------------------ | ----------------------------------------- | -------------------------- | ---- | -------- | ----------------------------------- |
| 1   | 22 Ianuarie 1986   | Estadio Gran Canaria, Las Palmas, Spania  | Uniunea Sovietică          | 1–0  | 2–0      | Amical                              |
| 2   | 19 Februarie 1986  | Manuel Martínez Valero, Elche, Spania     | Belgia                     | 2–0  | 3–0      | Amical                              |
| 3   | 26 Martie 1986     | Ramón de Carranza, Cádiz, Spania          | Polonia                    | 3–0  | 3–0      | Amical                              |
| 4   | 7 Iunie 1986       | Tres de Marzo, Zapopan, Mexic             | Irlanda de Nord            | 2–0  | 2–1      | Campionatul Mondial FIFA 1986       |
| 5   | 24 Septembrie 1986 | El Molinón, Gijón, Spania                 | Grecia                     | 1–0  | 3–1      | Amical                              |
| 6   | 24 February 1988   | La Rosaleda, Málaga, Spania               | Cehoslovacia               | 1–0  | 1–2      | Amical                              |
| 7   | 11 Octombrie 1989  | Népstadion, Budapesta, Ungaria            | Ungaria                    | 1–0  | 2–2      | Calificări Campionatul Mondial 1990 |
| 8   | 26 Iunie 1990      | Marc'Antonio Bentegodi, Verona, Italia    | Iugoslavia                 | 1–1  | 1–2      | Campionatul Mondial FIFA 1990       |
| 9   | 28 Aprilie 1993    | Benito Villamarín, Seville, Spania        | Irlanda de Nord            | 1–1  | 3–1      | Calificări Campionatul Mondial 1994 |
| 10  | 28 Aprilie 1993    | Benito Villamarín, Seville, Spania        | Irlanda de Nord            | 2–1  | 3–1      | Calificări Campionatul Mondial 1994 |
| 11  | 22 Septembrie 1993 | Qemal Stafa, Tirana, Albania              | Albania                    | 1–0  | 5–1      | Calificări Campionatul Mondial 1994 |
| 12  | 22 Septembrie 1993 | Qemal Stafa, Tirana, Albania              | Albania                    | 3–0  | 5–1      | Calificări Campionatul Mondial 1994 |
| 13  | 22 Septembrie 1993 | Qemal Stafa, Tirana, Albania              | Albania                    | 4–1  | 5–1      | Calificări Campionatul Mondial 1994 |
| 14  | 13 Octombrie 1993  | Lansdowne Road, Dublin, Irlanda           | Irlanda                    | 2–0  | 3–1      | Calificări Campionatul Mondial 1994 |
| 15  | 13 Octombrie 1993  | Lansdowne Road, Dublin, Irlanda           | Irlanda                    | 3–0  | 3–1      | Calificări Campionatul Mondial 1994 |
| 16  | 19 Ianuarie 1994   | Balaídos, Vigo, Spania                    | Portugalia                 | 1–0  | 2–2      | Amical                              |
| 17  | 2 Iunie 1994       | Ratina Stadion, Tampere, Finlanda         | Finlanda                   | 2–0  | 2–1      | Amical                              |
| 18  | 10 Iunie 1994      | Claude-Robillard, Montreal, Canada        | Canada                     | 1–0  | 2–0      | Amical                              |
| 19  | 17 Iunie 1994      | Cotton Bowl, Dallas, Statele Unite        | Coreea de Sud              | 1–0  | 2–2      | Campionatul Mondial FIFA 1994       |
| 20  | 12 Octombrie 1994  | City Stadium of Skopje, Skopje, Macedonia | Republica Macedonă de Nord | 1–0  | 2–0      | Calificări Euro 1996                |
| 21  | 12 Octombrie 1994  | City Stadium of Skopje, Skopje, Macedonia | Republica Macedonă de Nord | 2–0  | 2–0      | Calificări Euro 1996                |
| 22  | 17 Decembrie 1994  | Constant Vanden Stock, Brussels, Belgia   | Belgia                     | 3–1  | 4–1      | Calificări Euro 1996                |

## Onoruri
Athletic Bilbao
- La Liga: 1982–83, 1983–84
- Copa del Rey: 1983–84

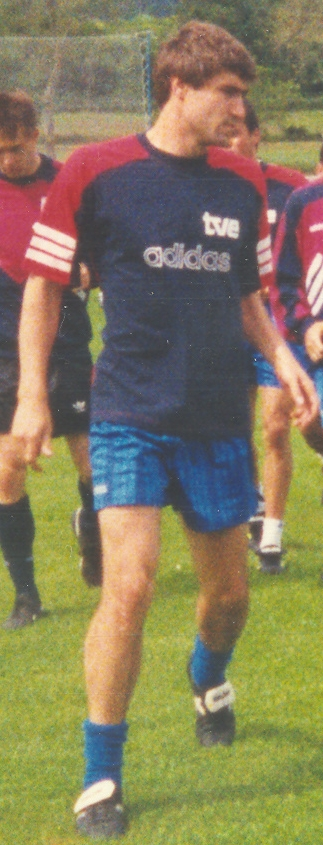
Julio Salinas în timpul unei sesiuni de antrenament.

- Supercopa de España: 1984 (acordată automat după câștigarea dublei)[26]

Barcelona
- La Liga: 1990–91, 1991–92, 1992–93, 1993–94[1]
- Copa del Rey: 1989–90[6]
- Supercopa de España: 1991, 1992
- Cupa Campionilor Europeni: 1991–92[1]
- Cupa Cupelor UEFA: 1988–89[1]
- Supercupa Europei: 1992

Deportivo
- Copa del Rey: 1994–95

Spania Under-21
- Locul II la Campionatul European Under-21 UEFA: 1984[27]

Individual
- Trofeul Pichichi: 1983–84 (Segunda División)[2]